# Eva Hlaváčová
Eva Hlaváčová, coniugata Kotrbatá (Praga, 23 novembre 1959), è un'ex cestista cecoslovacca.

## Carriera
Con la Cecoslovacchia ha disputato due edizioni dei Campionati europei (1981, 1983).